# Peter Manfred Gruber
Peter Manfred Gruber (Klagenfurt, Austria, 28 de agosto de 1941 - 7 de marzo de 2017) fue un matemático que ha trabajado en geometría discreta, geometría convexa y en la teoría geométrica de los números, el método geométrico para resolver problemas en teoría de números desarrollado por Hermann Minkowski.

## Biografía
Desde 1959 estudió Matemáticas y Física en la Universidad de Viena y en la Universidad de Kansas. Obtuvo su doctorado en la Universidad de Viena en 1966, con la tesis "Estudios sobre el producto de formas lineales no homogéneas", bajo la supervisión de Nikolaus Hofreiter y Edmund Hlawka. Desde 1971 fue profesor en la Universidad de Linz y desde 1976 en la Universidad Técnica de Viena.
Es miembro de la Academia Austríaca de Ciencias, miembro extranjero de la Academia de Ciencias de Rusia, miembro correspondiente de la Academia de Ciencias de Baviera. y miembro de las academias de ciencias de Mesina y de Modena.
En 1967 fue galardonado con el Premio de la Sociedad Matemática de Austria, de la cual fue presidente en 1978, 1980 y 1982. En 1996 recibió la Medalla de la Unión de Matemáticos y Físicos Checa y en 2001 la Medalla de la Facultad de Matemáticas y Física de la Universidad Carolina de Praga. Austria lo honró en 2008 con la Medalla de Plata Grande para los servicios a la República.

## Principales obras
- Convex and Discrete Geometry. Berlín: Springer-Verlag. 2007.
- Lattice Points. Longman Scientific and Technical, Harwood, Essex, 1989. Coautor con Paul Erdős y Joseph Hammer.
- Geometry of Numbers. Ámsterdam: North-Holland. 1987. Coautor con C. G. Lekkerkerker.